# Anurophorus racovitzai
Anurophorus racovitzai är en urinsektsart som beskrevs av Denis 1932. Anurophorus racovitzai ingår i släktet Anurophorus och familjen Isotomidae. Inga underarter finns listade i Catalogue of Life.